# Indonesisch-portugiesische Beziehungen
Die indonesisch-portugiesischen Beziehungen umfassen die bilateralen Beziehungen zwischen Indonesien und Portugal. Die Länder unterhalten seit 1949 diplomatische Beziehungen.
Die Beziehungen zwischen Indonesien und Portugal gelten heute als gut, waren aber im Zusammenhang mit der Insel Timor historisch mehrfach belastet. Ein besonderes, bleibendes Verbindungsglied ist das historisch-kulturelle Erbe der Portugiesen, die Anfang des 16. Jahrhunderts als erste Europäer das heutige Indonesien erreichten. Die Aktivitäten der portugiesischen Missionare, Händler und Militärs sorgten danach für eine breite Verankerung Portugals, und ihre Spuren finden sich bis heute in Sprache, Musik, Tanz, Trachten, Orts- und Familiennamen, Legenden, Architektur, religiösen Festen und im Theater Indonesiens. Indonesiens Hauptstadt Jakarta führt ihren Namen (Jayakarta, deutsch Großer Sieg) auf den gleichzeitigen Sieg des islamischen Demak-Reiches über das dortige portugiesische Fort und das lokale hinduistische Pajajaran-Reich 1527 zurück. Die portugiesische Anwesenheit erstreckte sich hier über etwa 150 Jahre, und noch weitaus länger auf den kleinen Sundainseln (zum Teil bis 1859 portugiesisch). Im heute unabhängigen Osttimor blieben die Portugiesen bis 1975, dann war das Land 24 Jahre indonesisch besetzt und galt völkerrechtlich weiterhin als „abhängiges Territorium unter portugiesischer Verwaltung“. Zusammen mit Malaii war Portugiesisch im 16. bis ins 17. Jahrhundert die Lingua franca in der gesamten Region. Mit der Übernahme des Malaiischen als Bahasa Indonesia gelangten auch eine Vielzahl Wörter aus dem Portugiesischen in die heutige Staatssprache Indonesiens.
Die heutigen Beziehungen zwischen dem geografisch weit entfernten Portugal und dem vor allem auf regionale Integration konzentrierten und auf starke Unabhängigkeit bedachten Indonesien sind bislang nicht stark entwickelt. Politisch ist neben der Zusammenarbeit in den Organen der UNO hier vor allem die Kooperation Indonesiens mit der EU zu nennen, die seit dem November 2009 („Partnership and Cooperation Agreement“, PCA) und vor allem seit dem 2018 erstmals vereinbarten und schließlich am 1. November 2021 ratifizierten „Indonesia-EU Comprehensive Economic Partnership Agreement“ (CEPA) etwas intensiviert wurde. Auch ihre direkten wirtschaftlichen Beziehungen sind weiter ausbaufähig: ihr bilateraler Handel, traditionell mit einem stark überwiegenden Handelsbilanzüberschuss zu Gunsten Indonesiens, ist auf mittlerem Niveau und entwickelt sich nur langsam weiter.
Auf zivilgesellschaftlicher und kultureller Ebene gibt es mehr direkte Zusammenarbeit: seit 2007 besteht ein Kooperationsabkommen im Rahmen einer Städte- und Gemeindefreundschaft zwischen dem indonesischen Regierungsbezirk Sikka und der portugiesischen Stadt Lagos, und es entwickelt sich ein langsam zunehmender Kulturaustausch beider Länder auf vielen Ebenen. Auch die gegenseitige Diaspora ist hier ein Verbindungselement. In Krisensituationen leisteten zudem auch portugiesische Hilfsorganisationen wie die Assistência Médica Internacional (AMI) Hilfe in Indonesien.

## Geschichte

### Bis 1945

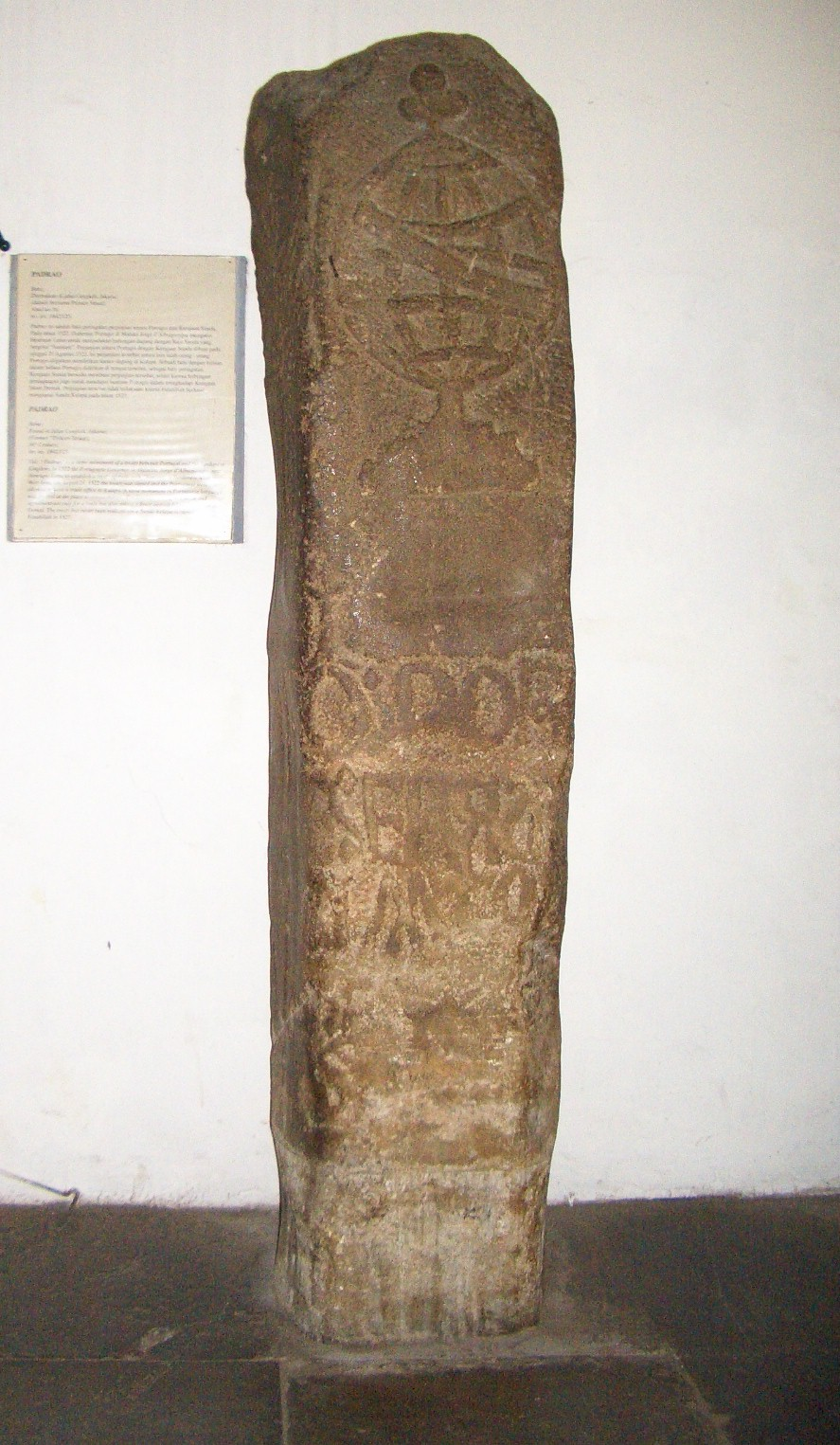
Portugiesischer Padrão, als Zeichen des Vertrages Portugals mit dem Königreich Sunda 1522 dort aufgestellt.

Die portugiesische Präsenz im heutigen Indonesien begann nach der Einnahme der regional wichtigen Drehscheibe Malakka 1511, fortan ein wesentlicher Stützpfeiler des ostasiatischen Teils des portugiesischen Weltreichs. Der portugiesische Entdecker António de Abreu leitete 1511 die erste europäische Expedition ins heutige Indonesien, mit Ambon 1512 als erster wichtiger Wegmarke. Er durchfuhr auch als erster Europäer das heutige Indonesien, mit den Kleinen und den Großen Sundainseln als weitere Wegmarken, bis zu den Banda-Inseln und zum Westpazifik. Er vermaß dabei als erster die Insel Java.
Francisco Serrão brach 1512 zu einer weiteren portugiesischen Expedition auf, auf der er auch von Europäern bisher unberührte Inseln besuchte, darunter Ternate und die Molukken. Er baute auch die ersten Stützpunkte auf, mit denen die Portugiesen nun in den regionalen Handel einstiegen und die in Europa besonders teuer gehandelten Gewürze, darunter das besonders teure Muskat, erhielten. Damit erreichten die Portugiesen den Anfang der profitablen Gewürzhandelsrouten, sicherten sich das Monopol auf den Muskathandel und kontrollierten den bedeutenden Indienhandel fortan. Der sich seit dem frühen 13. Jahrhundert immer stärker ausbreitende Islam machte es den portugiesischen Missionaren dabei nicht einfach, das Christentum auf dem Malaiischen Archipel, trotz einiger Erfolge, auch in der Fläche dauerhaft zu etablieren.
Überall, wo es ihnen möglich war und lohnend erschien, sicherten sich die portugiesischen Militärs und Händler mit Intrigen und Einmischungen in die rivalisierenden Sultanate und Kleinreiche ihren Einfluss und die Handelskontrolle. Das Sultanat von Ternate etwa baute mit Hilfe der Portugiesen seine Macht aus und erlaubte ihnen dafür die Errichtung von Handelsstützpunkten und einer Festung. Ternate blieb ein bedeutender portugiesischer Stützpunkt auf dem Malaiischen Archipel, bis zur Vertreibung der Portugiesen 1575. Weitere bedeutende portugiesische Handelsstützpunkte und Faktoreien konnten sich die Portugiesen in Solor, im Sultanat Pasai (port. Pacém), Makassar, Larantuka, auf Ambon und an zahlreichen weiteren Orten sichern.
Die staatliche portugiesische Handelsgesellschaft Casa da Índia kontrollierte den Handel und entsandte seine Indien-Armadas auch bis hierher. Der Vertrag von Saragossa sprach das heutige Indonesien 1529 endgültig den Portugiesen zu, die sich hier dennoch eine Zeit lang weiter den Spaniern erwehren mussten, die das portugiesische Muskat-Monopol brechen und den Anfangspunkt des Gewürzhandels selbst kontrollieren wollten, am Ende aber aufgeben mussten, weil ihre Routen, von Osten her führend, zu schwierig blieben.
Ab Anfang des 17. Jahrhunderts machten dann die Niederländer den Portugiesen ihre Präsenz hier streitig, die seit der Personalunion mit Spanien ab 1580 zunehmend geschwächt waren und sich insbesondere ab 1630 ohne jede Unterstützung aus Lissabon hier kaum noch halten konnten. Die Casa da Índia verlor an Bedeutung, und die niederländische Ostindien-Kompanie setzte sich im Verlauf des 17. Jahrhunderts nun vollends gegen die 1628 neu gegründete portugiesische Ostindien-Kompanie und andere verzweifelte portugiesische Initiativen durch. Portugal verlor nun seine wichtigsten Stützpunkte im heutigen Indonesien, und nach dem Verlust des letzten offenen und portugiesisch befestigten Hafens Makassar (1667) an die niederländische Ostindien-Kompanie verblieb es hier nur auf den Kleinen Sundainseln, insbesondere Timor, Flores, Bali und dem Solor-Archipel.
Mit dem Vertrag von Lissabon trat Portugal 1859 seine Besitzungen auf den Kleinen Sundainseln, mit Ausnahme von jenen auf Timor an die Niederländer ab. Das unbedeutende Atauro kam unter portugiesische Oberhoheit und gehört heute zum Staat Osttimor. Die Grenzen zwischen den Kolonialmächten auf Timor wurden erst 1914 festgelegt und entsprechen heute weitgehend der Grenze zwischen Indonesien und Osttimor. Portugal hatte nun Schwierigkeiten, seine kleinen, wirtschaftlich vom Macau-Handel abhängigen Besitzungen im Malaiischen Archipel zu verwalten und zu versorgen, unregelmäßige Verbindungen zum Mutterland machten die Kontrolle schwierig. Gleichzeitig bewirkte diese schwache portugiesische Präsenz jedoch, dass sich die Niederländer nicht weiter um die wenigen verbliebenen Besitzungen Portugals inmitten ihrer Kolonie Niederländisch-Indien kümmerten und sie gewähren ließen.
Die Niederländer setzten ihre Kontrolle über das heutige Indonesien, trotz einiger Rückschläge im 19. Jahrhundert, immer konsequenter durch und kontrollierten es einige Jahre vor dem Ersten Weltkrieg (1914–1918) schließlich vollständig. Die Portugiesen bauten ihre verbliebene Kolonie Portugiesisch-Timor im Ostteil der Insel Timor derweil ihrerseits in Schüben aus.
Nach ersten anti-kolonialen Bewegungen ab 1912 begann ab 1926 eine bewaffnete, kommunistisch orientierte Erhebung. Sie wurde niedergeschlagen, und es setzte sich eine nationalistische Unabhängigkeitsbewegung unter Sukarno durch. Die Sprache Bahasa Indonesia wurde aus dem Malaiischen kreiert, als vereinende Staatssprache eines unabhängigen Indonesiens und unter Übernahme einer Vielzahl Lehnwörter auch aus dem Portugiesischen.
Im Zweiten Weltkrieg (1939–1945) besetzten die Japaner Niederländisch-Indien und Portugiesisch-Timor. Dies beflügelte die indonesische Unabhängigkeitsbewegung zunächst, doch erlebten sie die Japaner danach nicht als Befreier, sondern als brutale Besatzer.

### Seit 1945

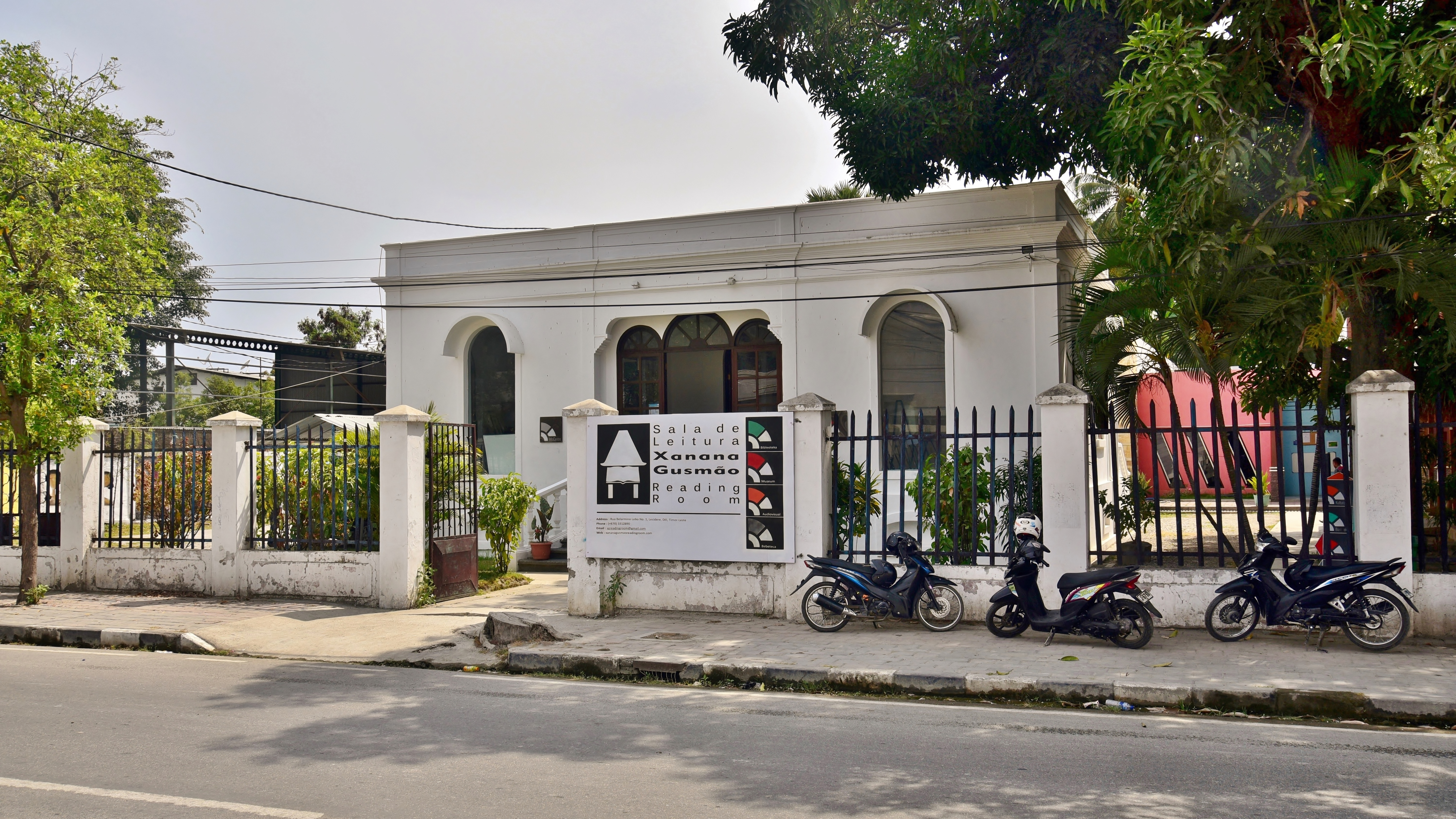
Das ehemalige indonesische Konsulat in Portugiesisch-Timor, heute der Xanana Reading Room

Nach einer ersten erfolglosen Unabhängigkeitserklärung 1943 verlas Sukarno die Indonesische Unabhängigkeitserklärung am 17. August 1945, drei Tage nach der japanischen Kapitulation. Im folgenden Unabhängigkeitskrieg erkämpfte das junge Land dann seine Eigenständigkeit, bis die Niederlande am 27. Dezember 1949 das Land in die Unabhängigkeit entließen. Portugal erkannte das unabhängige Indonesien am 28. Dezember 1949 an. Am 2. Januar 1950 wurde die portugiesische Botschaft in Jakarta eröffnet. Indonesien unterhielt auch ein Konsulat in Portugiesisch-Timor.
Gegner Sukartos flüchteten danach auch nach Portugiesisch-Timor, wo sie sowohl gegen Indonesien als auch die kolonialistische Salazar-Diktatur Portugals agitierten. 1959 kam es zur Viqueque-Rebellion, an der neben unzufriedenen Osttimoresen auch Exil-Indonesier beteiligt waren. Der Aufstand wurde von portugiesischen Sicherheitskräften blutig niedergeschlagen. Unter den als Drahtziehern festgenommenen Personen waren auch vier Indonesier. Fortan wurde die portugiesische Geheimpolizei PIDE in Timor tätig. Sie war 1961 auch an der Niederschlagung der Rebellion in Batugade an der Grenze zu Indonesien beteiligt, wo von Indonesien mitfinanzierte Aufständische eine timoresische, von Portugal unabhängige Republik ausriefen und danach ins benachbarte Indonesien flohen.
Nachdem zunächst Widerstände gegen einen indonesischen Einheitsstaat niedergeschlagen wurden (u. a. Eroberung der Republik Maluku Selatan 1955), kämpfte sich der rechtskonservative General Suharto durch innere Machtkämpfe und antikommunistische Gräueltaten (v. a. Massaker in Indonesien 1965–1966) an die Macht (ab 1967 diktatorisch herrschender Staatspräsident Indonesiens).
In den 1960er Jahren gab es zwischen Dörfern an der Grenze zwischen dem indonesischen Westtimor und dem portugiesischen Oe-Cusse Ambeno Streit um die fruchtbare Region Área Cruz. 1965 töteten portugiesische Polizisten in diesem Konflikt einen Indonesier. 1972 flammte dieser Konflikt nochmals auf.
Am 4. Januar 1965 brach Portugal die diplomatischen Beziehungen zu Indonesien ab.

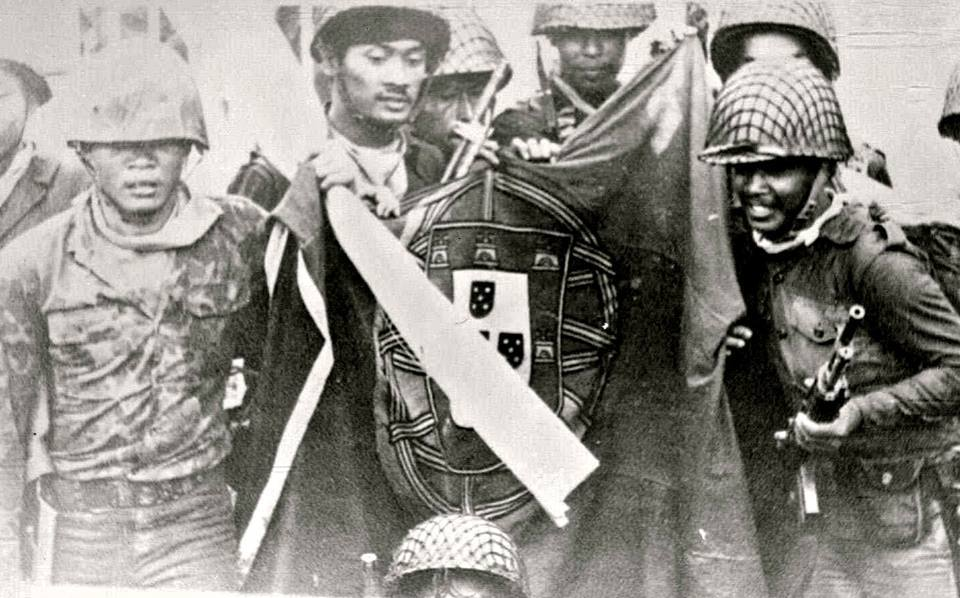
Indonesische Soldaten mit einer erbeuteten portugiesischen Staatsflagge im November 1975

Nach der linksgerichteten Nelkenrevolution 1974 bereitete das nunmehr zur Demokratie zurückgekehrte Portugal die Unabhängigkeit seiner Kolonien vor und richtete seine Außenpolitik neu aus. Am 1. Januar 1975 nahmen Indonesien und Portugal ihre diplomatischen Beziehungen wieder auf.
Im Zusammenhang mit der geplanten Unabhängigkeit entbrannte jedoch der Bürgerkrieg in Osttimor 1975. Der indonesische Geheimdienst Bakin hatte mit der Operation Komodo den Konflikt zwischen den verschiedenen politischen Lagern angeschürt. Am Ende des kurzen Kriegs konnte sich die linksgerichtete FRETILIN durchsetzen. Die portugiesische Kolonialverwaltung hatte sich mangels militärischer Mittel auf die Insel Atauro zurückgezogen. Ende August/Anfang September 1975 begannen indonesische Spezialeinheiten in der Operation Flamboyan mit Einfällen in das portugiesische Territorium. Die FRETILIN versuchte mit der Ausrufung der Unabhängigkeit Osttimors am 28. November 1975 sich internationale Unterstützung zu sichern, doch bereits am 7. Dezember begann Indonesien mit der Operation Seroja die offene Invasion von Osttimor. Portugals letzter Gouverneur Mário Lemos Pires verließ am 8. Dezember mit den letzten Angehörigen der Kolonialverwaltung seinen Zufluchtsort auf Atauro. Am 30. Dezember landeten die Indonesier auch auf Atauro, wo kurz darauf in einer offiziellen Zeremonie das letzte Symbol des Machtanspruchs Portugals über seine Kolonie eingeholt worden war; die letzte portugiesische Flagge über der Kolonie, die Gouverneur Pires zurückgelassen hatte.
Das offiziell weiter unter portugiesischem Mandat stehende, nun aber von Indonesien völkerrechtswidrig besetzte Osttimor löste andauernde Spannungen zwischen beiden Ländern aus, insbesondere nach der Eingliederung Osttimors als seine 27. Provinz Timor Timur 1976. Portugal brach am 11. Dezember 1975 erneut die diplomatischen Beziehungen zu Indonesien ab.
Nach einer Reihe indonesischer Verbrechen gegen die Bevölkerung Osttimors (u. a. Kraras-Massaker 1983) entbrannte vor allem nach dem Santa-Cruz-Massaker 1991 internationaler Protest. Vor allem in Portugal und Australien fanden große Protestaktionen gegen die indonesische Besatzung statt. Die portugiesische Zivilgesellschaft mahnte dabei immer wieder die Verantwortung Portugals für Osttimor an, das völkerrechtlich weiterhin unter portugiesischer Verwaltung stand. Tatsächlich unternahmen die portugiesischen Regierungen große politische und diplomatische Anstrengungen, internationale Verbündete zu gewinnen und Indonesien zur Unabhängigkeit oder zumindest zur Autonomie Osttimors zu bewegen. Im März 1992 versuchten Aktivisten, mit Unterstützung der portugiesischen Regierung, mit der Fähre Lusitânia Expresso nach Osttimor zu fahren. Als Ziel dieser Mission „Frieden in Timor“ wurde angegeben, man wolle am Friedhof von Santa Cruz einen Kranz für die Opfer des Massakers niederlegen. Das Schiff wurde von der indonesischen Marine aufgehalten, doch sein eigentliches Ziel wurde erreicht: Weltweite Aufmerksamkeit.
1998 gründete sich in Portugal mit dem Conselho Nacional de Resistência Timorense die Dachorganisation des osttimoresischen Widerstands gegen die indonesische Besatzung.
Nach dem Rücktritt Suhartos 1998 (Asienkrise) übernahm dessen Zögling Habibie die Regierung. Er führte Indonesien mit unverändert harter Hand, musste sich jedoch dem immer weiter zunehmenden internationalen Druck am Ende beugen. Auch von inneren Unruhen und Anschlagsserien geschwächt, willigte Habibie schließlich in Verhandlungen mit Portugal und den Vereinten Nationen in das Unabhängigkeitsreferendum in Osttimor 1999 ein. Trotz indonesischer Einschüchterungen entschied sich dann eine deutliche Mehrheit am 30. August 1999 für die Unabhängigkeit. Daraufhin startete das indonesische Militär mit der Operation Donner eine breit angelegte brutale Vergeltungsaktion, der zwischen 1500 und 2000 Menschen zum Opfer fielen und die erst durch zwei UN-Resolutionen (Resolution 1264 und Resolution 1272 des UN-Sicherheitsrats) und die folgende Entsendung einer Internationalen Eingreiftruppe für Osttimor beendet werden konnte. Portugal beteiligte sich sowohl an der Eingreiftruppe, als auch an den späteren UN-Missionen in Osttimor.
Der innenpolitisch geschwächte Habibie entschied sich danach, nicht wieder zu kandidieren. In der ersten freien Präsidentschaftswahl Indonesiens wurde Abdurrahman Wahid am 20. Oktober 1999 zum neuen Regierungschef gewählt. Am 28. Dezember 1999 nahmen Portugal und Indonesien ihre diplomatischen Beziehungen wieder auf.
Nach der Entlassung Osttimors in die Unabhängigkeit 2002 normalisierten sich die indonesisch-portugiesischen Beziehungen und die beiden Länder nähern sich seither an. So kooperieren sie  heute auch direkt, etwa in einem bilateralen Energieforum, in dem Indonesien auch an den Erfahrungen der in Portugal bereits fortgeschrittenen Energiewende teil hat. Insbesondere die Erfahrungen auf dem portugiesischen Inselarchipel der Azoren stoßen dabei auf indonesisches Interesse.

## Diplomatie

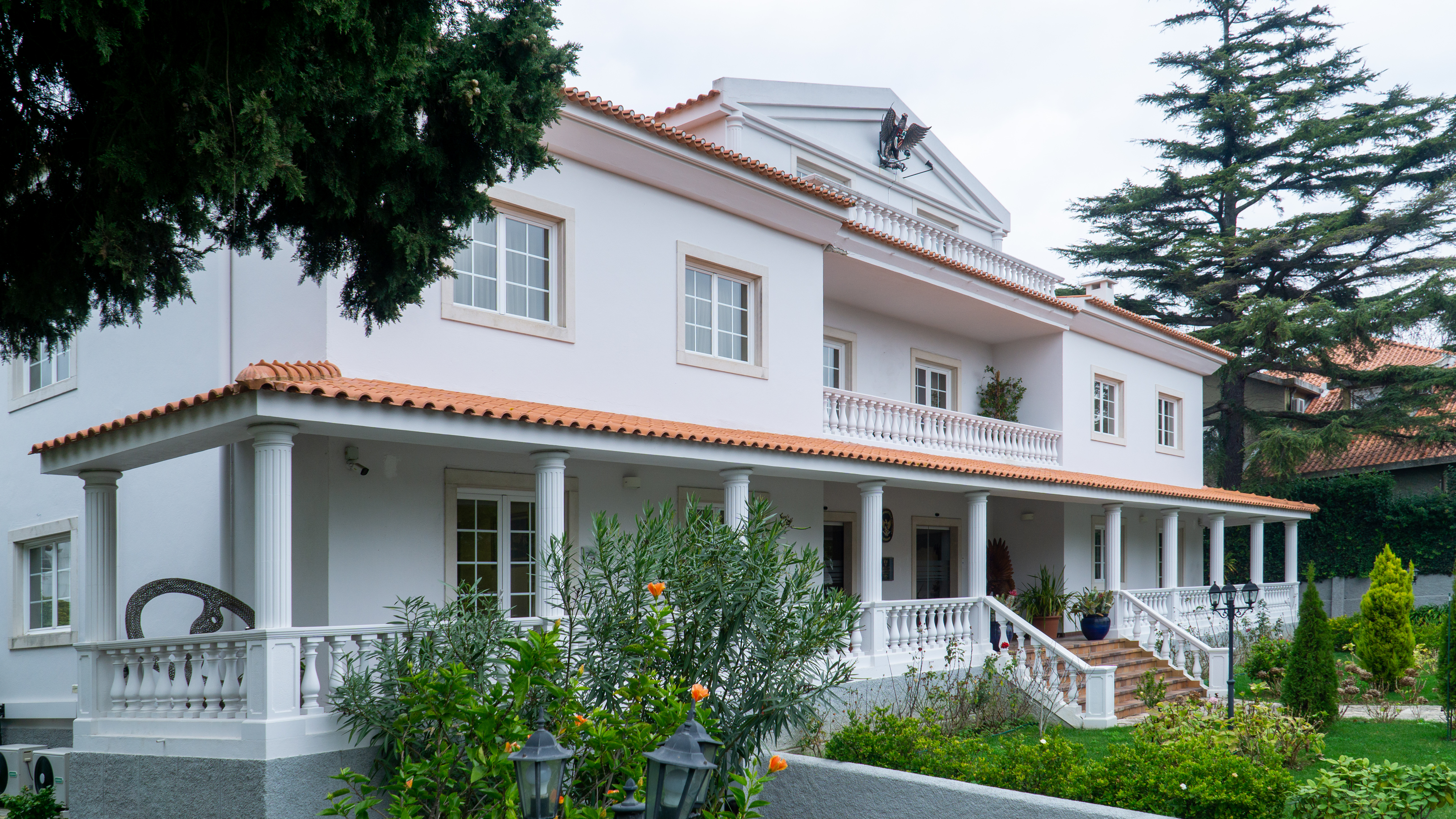
Die Botschaft Indonesiens in der portugiesischen Hauptstadt Lissabon.

Indonesien führt eine eigene Botschaft in der portugiesischen Hauptstadt Lissabon, zudem besteht ein Honorarkonsulat in der nordportugiesischen Stadt Porto (Stand April 2022).
Portugal unterhält seinerseits eine eigene Botschaft in der indonesischen Hauptstadt Jakarta, dazu ist ein Honorarkonsulat auf der Insel Bali eingerichtet (Stand April 2022).

## Migration
Es besteht eine kleine gegenseitige Diaspora. 2020 waren 667 Bürger mit Bezug zu Portugal bei den portugiesischen Konsulaten in Indonesien registriert, daneben existieren jedoch auch noch kleine, unterschiedlich stark indonesisch-portugiesisch geprägte Gemeinschaften, etwa in Tugu bei Jakarta, auf Flores und auf Bali.
Im Jahr 2020 waren im Gegenzug 509 indonesische Staatsbürger in Portugal gemeldet, davon mit 215 die meisten im Distrikt Porto. Ein großer Anteil der indonesischen Bürger in Portugal sind Studenten und Besatzungsmitglieder auf portugiesischen Schiffen, insbesondere in den Fischereihäfen in Nordportugal.

## Wirtschaft

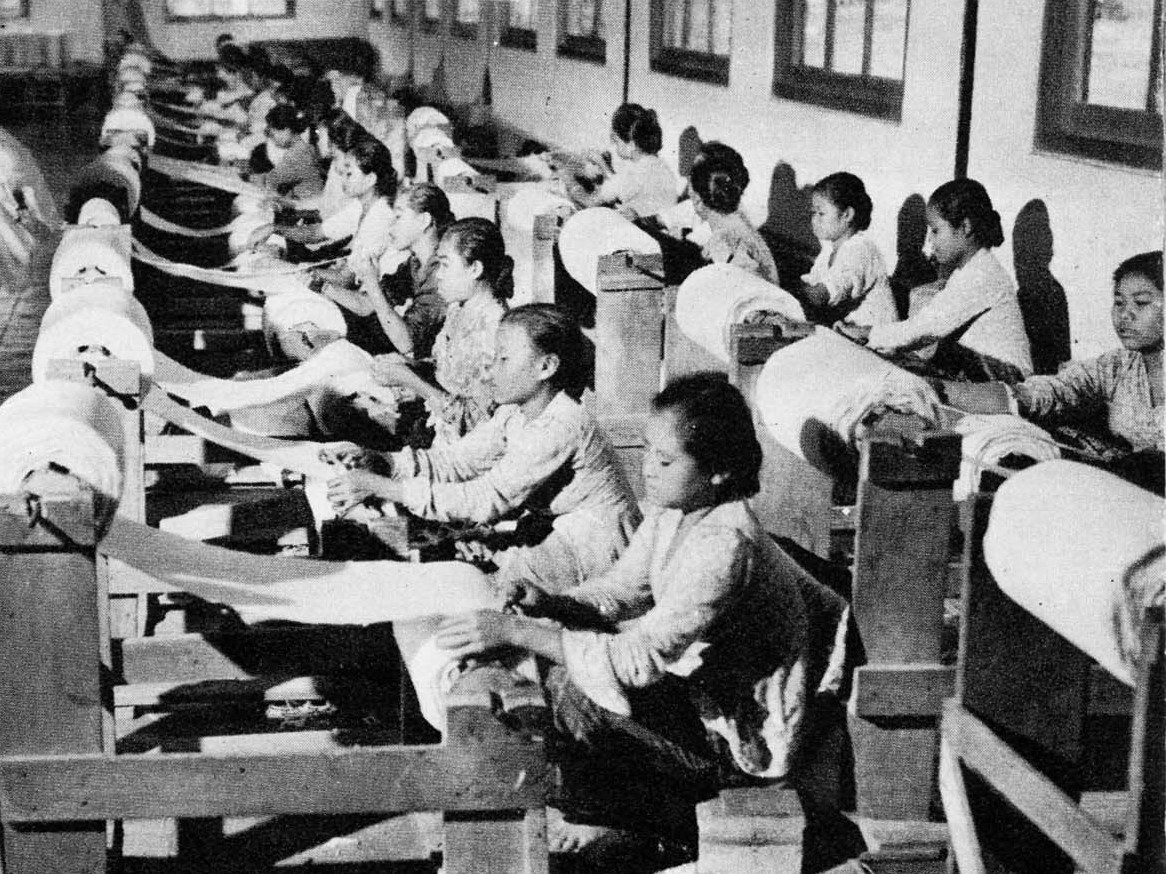
Bata-Schuhfabrik in Indonesien (1951): Schuhe sind heute das Hauptexportprodukt Indonesiens nach Portugal.

Das Handelsvolumen zwischen Indonesien und Portugal belief sich im Jahr 2020 auf 132,361 Mio. Euro (2019: 161,404 Mio.; 2018: 152,381 Mio.; 2017: 171,177 Mio.; 2016: 161,756 Mio., 2015: 152,146 Mio. 2010: 73,890 Mio.: 2005: 107,206 Mio.), mit einem traditionell deutlichen Handelsbilanzüberschuss zu Gunsten Indonesiens von zuletzt (2020) 78,636 Mio. Euro (2019: 118,281 Mio.; 2018: 124,078 Mio.; 2017: 141,319 Mio.; 2016: 125,102 Mio.; 2015: 113,360 Mio.; 2010: 53,896 Mio.; 2005: 94,626 Mio.).
Dabei importierte Indonesien Waren im Wert von 26,862 Mio. Euro aus Portugal, darunter 62,1 % chemische Erzeugnisse, 15,1 % Maschinen und Geräte, 3,8 % Schuhe, 3,7 % Textile Stoffe 2,6 % Kork und Holz, und 2,4 % Holzstoffe und Zellulosepaste.
Portugal führte gleichzeitig aus Indonesien Waren im Wert von 105,499 Euro ein, davon 27,0 % Schuhe, 24,7 % Textilien, 13,1 % Gummi und Kunststoffe, 8,0 % Lebensmittel, und 5,9 % Tiere und tierische Produkte.
Damit stand Indonesien im portugiesischen Außenhandel an 77. Stelle als Abnehmer und an 44. Stelle als Lieferant.
Die portugiesische Außenhandelskammer AICEP unterhält ein Kontaktbüro an der portugiesischen Botschaft in Jakarta.

## Kultur

### Allgemein

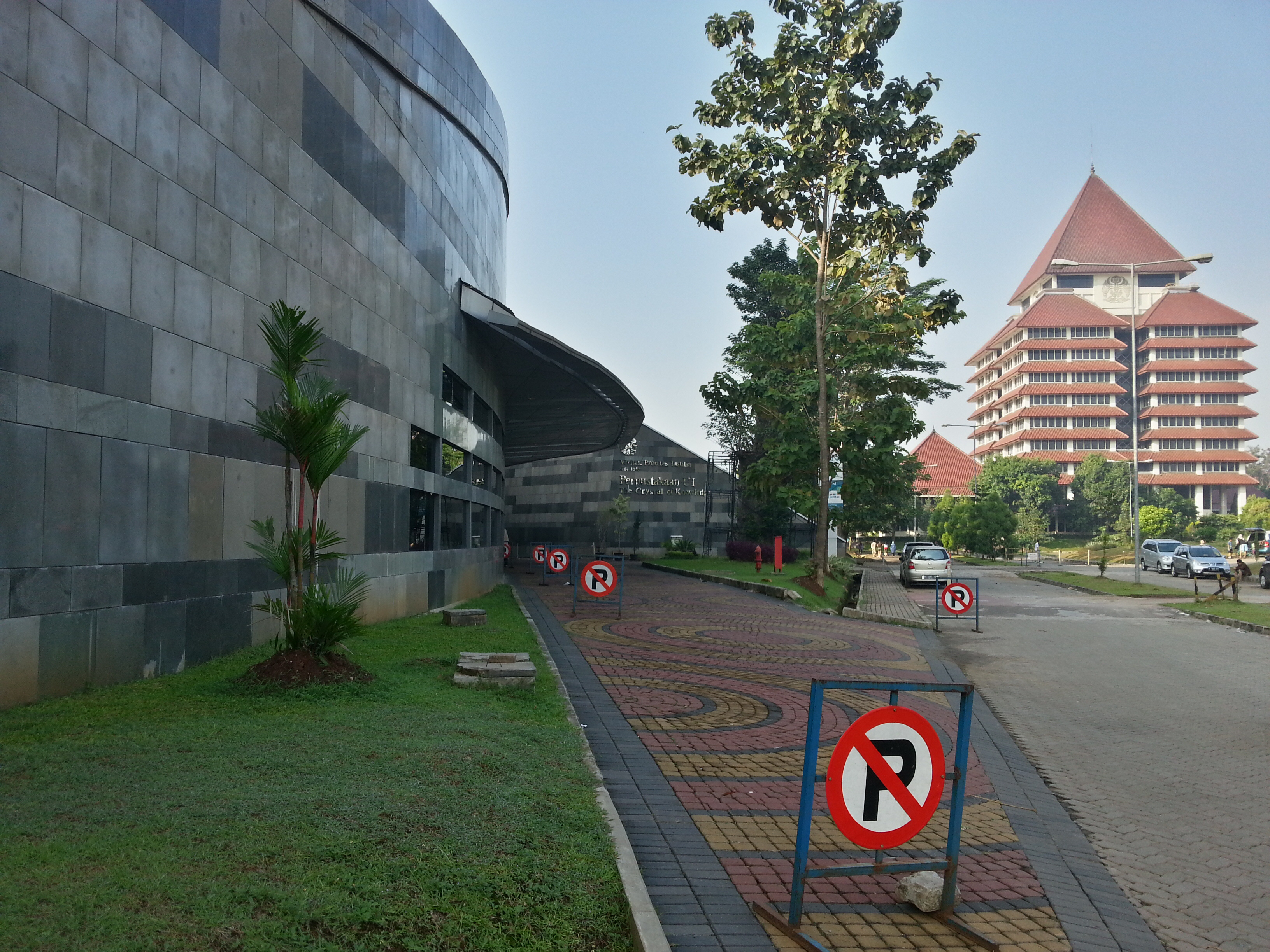
Die Universität Indonesia, mit der das portugiesische Kulturinstitut Instituto Camões eine Kooperation unterhält.

Das portugiesische Kulturinstitut Instituto Camões ist in Indonesien mit einem Lektorat an der Universität Indonesia in Jakarta präsent und ist mit Sprachkursen und Kulturveranstaltungen aktiv.
In einigen Teilen Indonesiens haben sich portugiesische Bräuche, Musik und Tanz bis heute erhalten, insbesondere überall dort, wo sich Mardijker gruppierten. Zu nennen etwa der Ort Tugu (Kampung Tugu) im Großraum Jakarta (Bezirk Cilincing in Nordjakarta), wo bis heute portugiesischer Volkstanz und portugiesische Lieder zur lokalen Tradition gehören. Auch auf Flores oder Bali findet man erhalten gebliebene portugiesische Traditionen, Lieder und Tänze. Bei kultur- und geschichtsinteressierten Portugiesen besteht ein Interesse an diesem kulturellen und religiösen Vermächtnis, und portugiesische Reiseveranstalter bieten Reisen etwa zur Semana Santa auf die Insel Flores an.

### Sprache und Namen
Es bestand sehr lange eine portugiesisch-indonesische Kreolsprache, Papiá Tugo genannt. 1978 starb mit dem Lehrer Jacob Quiko der letzte bekannte Sprecher, so dass sie heute nur in einigen Worten, Liedern und Gedichten überliefert, im Wesentlichen aber verloren gegangen ist. Quiko hatte um 1930 auch eine Sammlung von noch lebendigen Wörtern vorgenommen, die die Besonderheit des lebendig gebliebenen portugiesischen Sprachanteils an der portugiesischen Mestizenkultur in Tugu bestätigte.
Zusammen mit Malaii war das Portugiesische im 16. bis ins 17. Jahrhundert die Lingua franca in der gesamten Region. Mit dem Übergang des Malaiischen in die neue offizielle Staatssprache Bahasa Indonesia gelangten auch eine Vielzahl Lehnwörter in die heutige Umgangs- und Amtssprache Indonesiens, so dass eine große Zahl Wörter der indonesischen Sprache aus dem Portugiesischen stammt, darunter auch eher unerwartete Beispiele wie beludro (port. Veludo, dt. Samt), Boneka (port. Boneca, dt. Puppe), Casterol (port. Caçarola, dt. Kasserolle), falso (port. falso, dt. falsch), Saku (port. Saco oder Algibeira, dt. Tasche oder Schüssel), tukar (port. trocar, dt. tauschen) u. v. m., mit einer reichen Bandbreite in den verschiedenen regionalen Dialekten, etwa die über 1.000 Worte im christlichen Dorf Tugu (heute Teil des Stadtgebiets von Jakarta), auf der Insel Flores oder auf den Molukken. Auch kuriose Fälle von Neuentwicklungen aus dem Portugiesischen heraus kann man finden, in Tugu etwa terra meio mar (dt. etwa Land inmitten des Meers) statt des ursprünglichen portugiesischen Worts Ilha für Insel, oder der blumige Begriff Toma marido (dt. etwa Nimm Ehemann) für Geschlechtsverkehr. Auch geflügelte Worte sind zu nennen, etwa auf Flores korrer ermida kermida (port. correr de ermida em ermida, eine altertümliche Redewendung, im Deutschen ähnlich wie „Von Pontius zu Pilatus laufen“ verwendet). Auf den Molukken wird der Begriff buracu (port. buraco, dt. Loch) für einen böswilligen Mann, und muca papino für eine lange Nase verwendet (muca bedeutet im Malaiischen Gesicht, während papino vom port. Wort pepino für Gurke stammt).
Bekannte Familiennamen wie Robeiro, da Costa, da Cunha, Pareira (von Pereira), Alves, Fernandez/Fernandes, de Freitas, Soares, Sá, Barbosa, Belteran do Rosário, Dias, Manteiro (von Monteiro), Paz, Vieira u. a. gehören insbesondere im östlichen Teil Indonesiens zum portugiesischen Erbe. Besonders unter den Katholiken in Indonesien findet man portugiesischstämmige Namen, darunter Bischöfe wie Longinus da Cunha, Girulfus Kherubim Pareira oder Gregorius Manteiro.
Auch geografische Bezeichnungen mit portugiesischem Hintergrund sind zahlreich in Indonesien. Ein Straßenname wie die Jalan Rua Malaca (aus dem früheren port. Straßennamen Rua Malacca) in Jakarta gehört genauso dazu, wie die ehemals katholische Kirche namens Guereja Portuguis (von port. Igreja Portuguesa), die in Jakarta die erste war, die von den Niederländern protestantisch umgewidmet wurde. Die Insel Flores (port. für Blumen) erhielt ihren Namen von den Portugiesen, ebenso geht der ursprüngliche Name der Insel Celebes (heute Sulawesi) vermutlich auf das von den Portugiesen Cabo dos Célebres getaufte dortige Kap zurück. Der Zugang zur Bucht von Ambon trägt den portugiesischen Namen Passo (für Schritt, Durchgang, Passage) und der Zugang zur hinteren Innenbucht dort heißt Boca (port. für Mund).

### Musik, Trachten und Tanz
Die vor allem bei Volksfesten getragenen Trachten in Tugu, aber auch in der traditionellen Kleidung der Minangkabau und die Festkleidung von Soya auf der Insel Ambon.

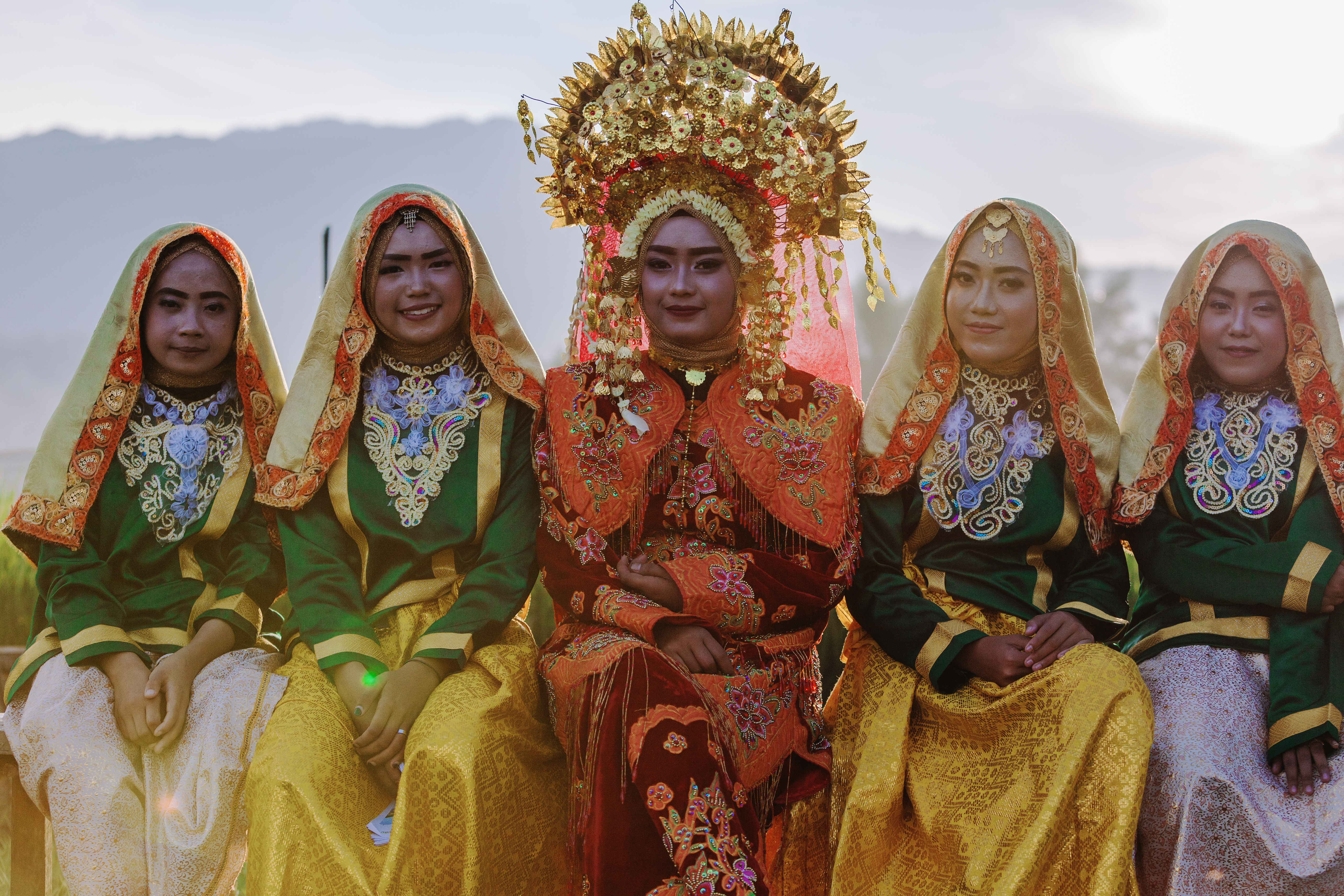
Traditionelle Kleidung der Minangkabau auf der indonesischen Insel Sumatra.

Spuren des musikalischen Erbes der Portugiesen findet man in einigen Melodien in Medan und auf der Insel Ambon, aber auch in der von portugiesischen Liedern adaptierten Musik vor allem in Jakarta, die mit dem Kronjong (englisch: Kroncong, niederländisch: Krontjong) gespielt wird, ein vom portugiesischen Cavaquinho abstammendes kleines Saiteninstrument. Eine Kronjong-Lieder haben auch noch Texte im alten portugiesisch-kreolischen Dialekt aus Malakka, und häufig ist auch eine Verwandtschaft zur Morna von der damaligen portugiesischen Kolonie Kap Verde festzustellen.
Auf der Insel Ambon zeigen einige Tänze Einflüsse traditioneller Volkstänze aus der portugiesischen Region Ribatejo. In der Hafenstadt Larantuka auf Flores sind besonders viele auf die Portugiesen zurückgehende Traditionen erhalten geblieben.
Heute existiert in Portugal auch Interesse an der Musik aus Indonesien. Das portugiesische Weltmusik-Label Tradisom etwa veröffentlichte 1998 eine CD mit Kroncong-Musik von der Insel Sumatra und eine mit Liedern von der Insel Timor, jeweils begleitet von einem umfangreichen Bookletbuch.
Anlässlich des 79. Unabhängigkeitstages Indonesiens lud die indonesische Botschaft in Lissabon zu einem Konzert der portugiesischen Gruppe Yogistragong ein, die sich der Gamelanmusik der indonesischen Insel Java verschrieben hat.
Der provozierende Name der indonesischen Punkband Filho da Puta stammt aus dem Portugiesischen.

### Bauten und kulturelle Gegenstände

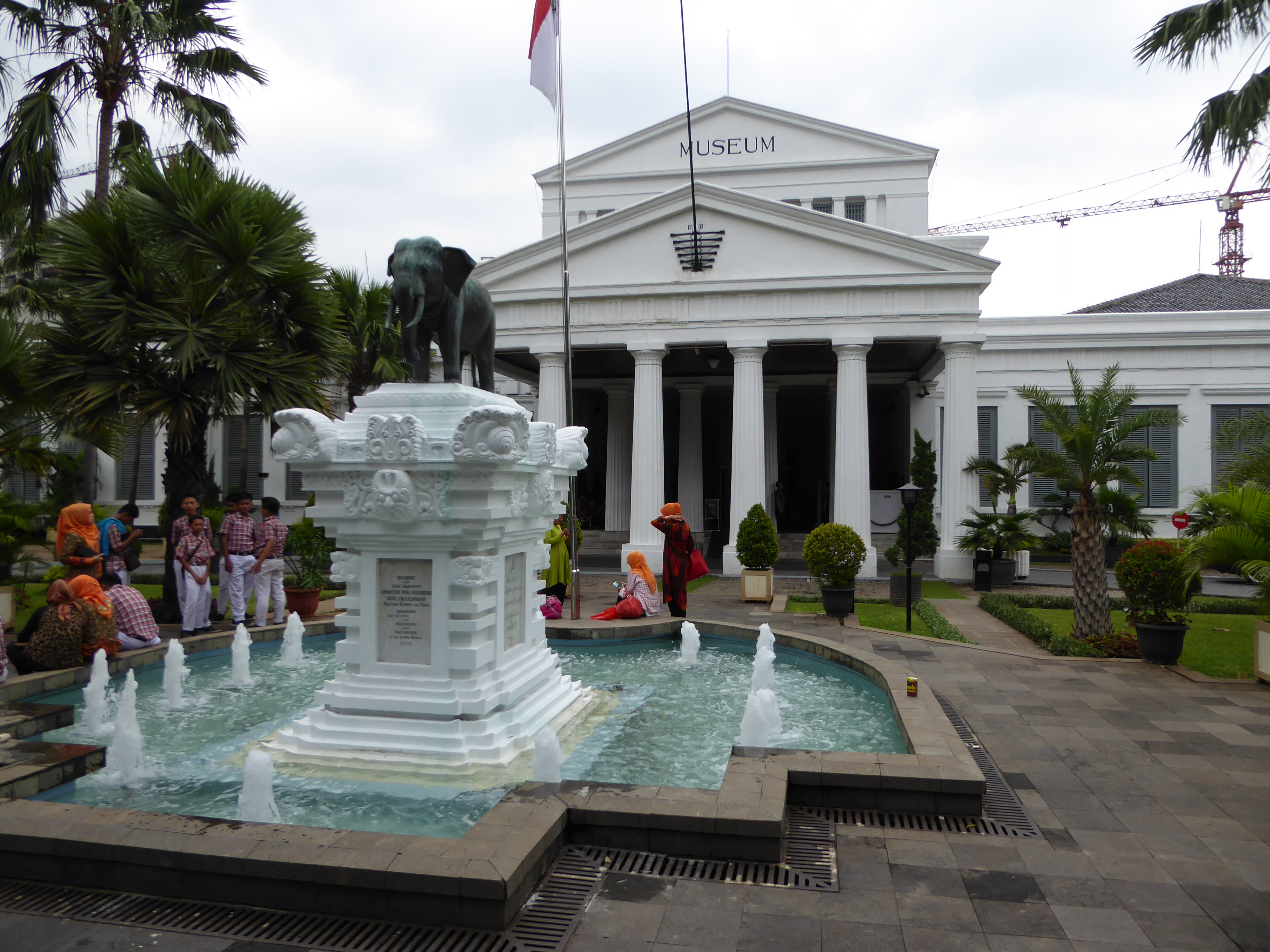
Das Indonesische Nationalmuseum in der Hauptstadt Jakarta zeigt auch Exponate aus der portugiesischen Kolonialzeit.

Im Indonesischen Nationalmuseum sind Stücke aus der portugiesischen Kolonialzeit ausgestellt, insbesondere ein Padrão (port. Steinstele). Eine alte portugiesische Kanone wird als Sri Djagur verehrt und steht im volkstümlichen Ruf, unfruchtbaren Frauen die Fruchtbarkeit zurückzugeben, wenn sie sich darauf setzen. Zu sehen sind u. a. auch Ming-Vasen mit portugiesischen Emblemen, oder auch eine portugiesische Glocke, die aus Goa zu einem lokalen Machthaber auf Java kam.
Zum erhalten gebliebenen architektonischen Erbe Portugals in Indonesien gehören die beiden monumentalen Portale des Wasserschlosses von Taman Sari der Sultane von Yogyakarta, die Ruinen der portugiesischen Faktorei Hila auf Ambon oder auch die Ruinen der portugiesischen Festung auf Solor.
An Kunstgegenständen sind zu nennen das Zepter, die Krone und der Helm aus Gold, die Portugiesen aus Goa den Sica-Königen schenkten, oder auch die Jesus-Staue aus Elfenbein, der die Bevölkerung dort Wunder nachsagte. Möglicherweise stammten einige der religiösen Gegenstände, die heute in Larantuka und Vure (auf Adonara), aber auch im Nationalmuseum Indonesiens zu sehen sind, aus dem 16. bis 18. Jahrhundert aus der portugiesischen Kathedrale in Malakka.

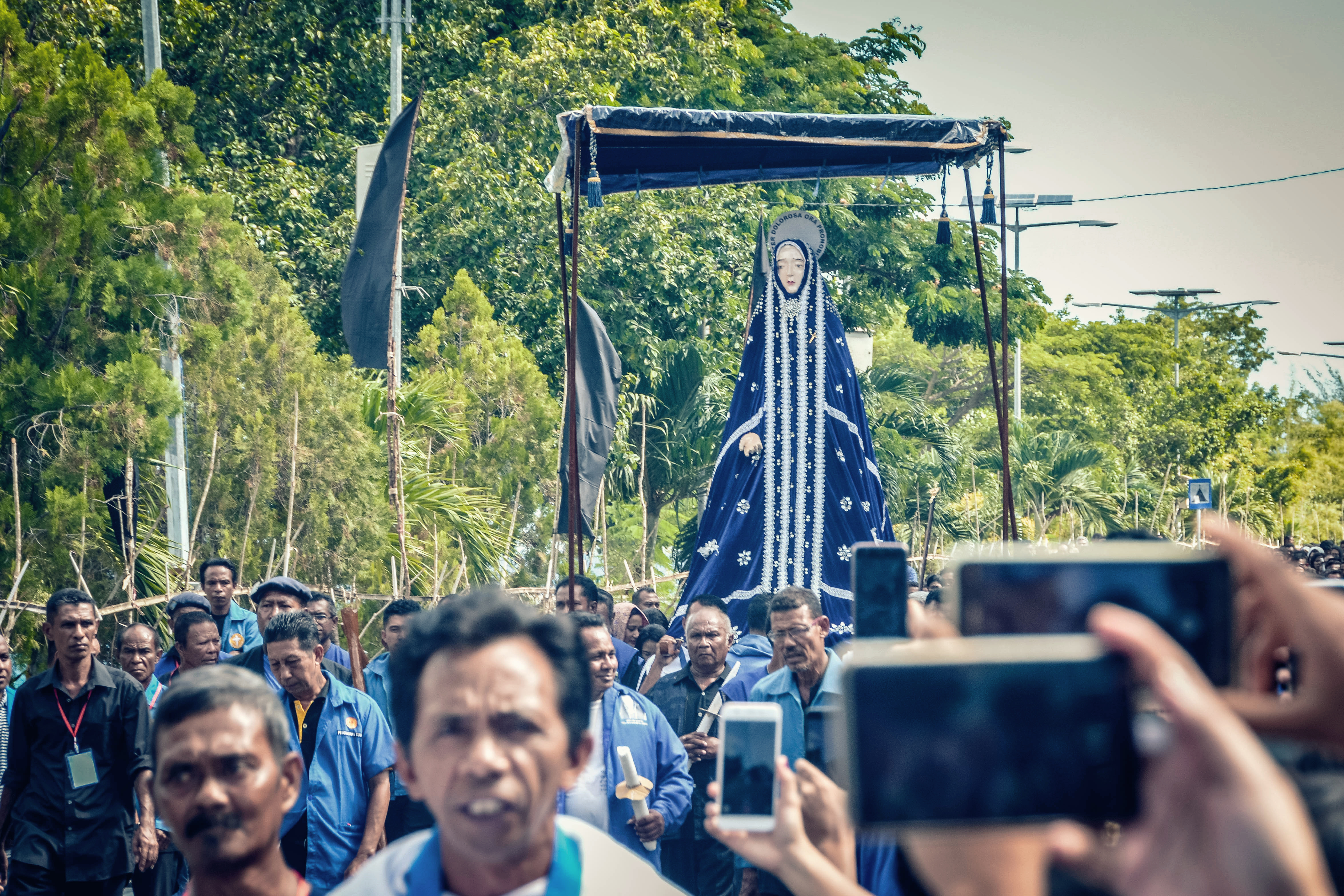
Die Prozession Semana Santa (2020), zur katholischen Karwoche in Larantuka: der katholische Glaube ist auf Flores seit der Zeit der Portugiesen im 16. Jh. lebendig geblieben.

## Religion
Der römisch-katholische Glaube wurde von den Portugiesen seit dem frühen 16. Jahrhundert in Indonesien eingeführt. Auch wenn die Holländer im Verlauf des 17. Jahrhunderts nach Kräften den protestantischen Glauben gegen den katholischen austauschten, so konnte sich dieser dennoch auf einigen Inseln und Ortschaften erhalten. Heute sind noch etwa 3 % der Bevölkerung Indonesiens katholischen Glaubens, bei etwa 10 % Christen insgesamt.
In einigen Orten und Gebieten ist das portugiesische Erbe dabei noch besonders lebendig, etwa in Larantuka, wo religiöse Feste und Riten erhalten geblieben sind und in Bruder- und Schwesternschaften insbesondere der Confraria da Rainha do Rosário (Konfreira) bis heute alte Gebete auch auf Portugiesisch gebetet werden. „Gott verstehe nur Portugiesisch wirklich gut“ lautet eine Redensart in der Konfreira bis heute.
Unter den Nachkommen der Sica ist noch ein portugiesischstämmiges Weihnachtsritual bekannt, das in heute weitgehend unverständlichem portugiesischen Kreol rezitiert wird.

## Sport

### Fußball
Die Indonesische Fußballnationalmannschaft und die Portugiesische Fußballauswahl der Männer sind bisher noch nicht aufeinandergetroffen, auch die Indonesische und die Portugiesische Frauenelf haben bislang noch nicht gegeneinander gespielt (Stand April 2022).

### Badminton
Beim wichtigsten portugiesischen Turnier, den Portugal International, gewann das indonesische gemischte Doppel Keshya Nurvita Hanadia und Jones Ralfy Jansen die Portugal International 2013, im Damendoppel wurden Keshya Nurvita Hanadia und Devi Tika Permatasari Zweite.
Andi Fadel Muhammad gewann als erster Indonesier das Turnier im Einzel, mit seinem Sieg bei den Portugal International 2022.
Beim wichtigsten indonesischen Turnier, den Indonesia International, gab es noch keine portugiesischen Sieger (Stand April 2022), ganz überwiegend siegten bisher Einheimische dort.